# Pigna (Górna Korsyka)
Pigna – miejscowość i gmina we Francji, w regionie Korsyka, w departamencie Haute-Corse.
Według danych na rok 2010 gminę zamieszkiwało 99 osób, a gęstość zaludnienia wynosiła 45 osób/km².